# Robert Kardashian
Robert George Kardashian (22 februarie 1944 – 30 septembrie 2003) a fost un avocat american, cunoscut pentru faptul că a fost unul dintre avocații și prietenul lui O. J. Simpson.

## Viața personală
Robert Kardashian a fost un avocat de origine armeană. El provine din Los Angeles, California dintr-o familie armeano-americană din clasa superioară a societății. Când i-a fost prezentat cazul O. J. Simpson în 1995 nu mai practicase avocatura de 20 de ani.
El a fost tatăl reality-show-participanților: Kim, Kourtney, Khloe, Robert Kardashian Jr. și fostul soț al lui Kris Jenner.
Acesta are 9 nepoți: Mason Dash Disick, Penelope Disick, Reign Aston Disick (copiii lui Kourtney Kardashian), True Thompson (copilul lui Khloé Kardashian), Dream Kardashian (copilul lui Rob Kardashian Jr.), North West, Saint West, Chicago West, Psalm West (copiii lui Kim Kardashian).